# Hanno Schmidt
Hanno Schmidt (* 2. Juni 1893 in Flensburg; † 20. November 1972) war ein deutscher Journalist und Politiker (CDU). Er war von 1954 bis 1958 Mitglied des Landtags von Schleswig-Holstein.

## Ausbildung und Beruf
Schmidt besuchte die Oberrealschule in Flensburg. Er machte Abitur und studierte anschließend Rechtswissenschaft, Volkswirtschaft und Geschichte in Heidelberg, München, Leipzig und Kiel. Im Jahr 1920 legte er sein erstes juristisches Staatsexamen ab und promovierte in Kiel zum Dr. jur. Anschließend machte er eine 18-monatige Referendarausbildung. 1923 wechselte er zur Presse und wurde Redakteur bzw. Chefredakteur bei verschiedenen Zeitungen in Mecklenburg, Thüringen und Schleswig-Holstein. Von April 1946 bis 1960 war Schmidt Chefredakteur des Flensburger Tageblattes.

## Politik
Vor 1933 war Schmidt Mitglied der Deutschen Demokratischen Partei und der Deutschen Staatspartei. 1946 trat er in die CDU ein. Von März bis Oktober 1948 war er Mitglied des Bizonalen Wirtschaftsrates in Frankfurt und wurde im selben Jahr Ratsherr der Stadt Flensburg. Von 1950 bis 1953 war Schmidt Vorsitzender des Grenzpolitischen Rats für den Landesteil Schleswig. Vorsitzender des Schleswig-Holsteinischen Heimatbundes war er von 1952 bis 1954.
Bei der Landtagswahl des Jahres 1954 wurde Schmidt im Wahlkreis 1 (Flensburg-West) als Direktkandidat der CDU in den schleswig-holsteinischen Landtag gewählt, er war Abgeordneter vom 11. Oktober 1954 bis zum 10. Oktober 1958.
In den Jahren 1959 bis 1961 war Schmidt Stadtpräsident in Flensburg.
Schmidt war Mitglied des Verwaltungsrats des Norddeutschen Rundfunks.